# Sunset on the Desert
Sunset on the Desert è un film del 1942 diretto da Joseph Kane.
È un film western statunitense con Roy Rogers, Lynne Carver e George 'Gabby' Hayes.

## Produzione
Il film, diretto da Joseph Kane su una sceneggiatura di Gerald Geraghty, fu prodotto da Kane, come produttore associato, per la Republic Pictures e girato a Santa Clarita e nei Republic Studios a Hollywood, in California dall'11 al 23 febbraio 1942. I titoli di lavorazione furono Pal O' Mine e Sunset on the Trail.

## Colonna sonora
- It's A Lie - scritta da Bob Nolan, cantata dai the Sons of the Pioneers
- Remember Me - scritta da Bob Nolan, cantata da Roy Rogers
- Faithful Pal O' Mine - scritta da Tim Spencer, cantata da Roy Rogers e dai Sons of the Pioneers
- Don Juan - scritta da Tim Spencer e Glenn Spencer
- Yippi-Yi Your Troubles Away - scritta da Tim Spencer e Glenn Spencer

## Distribuzione
Il film fu distribuito negli Stati Uniti dal 1º aprile 1942 al cinema dalla Republic Pictures.